# LoVendoЯ
LoVendoЯ(라벤더)는 2012년에 결성된 일본의 여성 락 그룹이다.

## 개요
2012년에 결성된 트윈 보컬 · 트윈 기타 편성의 걸 밴드.
밴드명의「LoVendoЯ」는 LOVE(사랑)의 VENDOR(판매원)라고 하는 2개의 의미를 더한 조어이다.

## 약력
2012년 6월 5일, 다나카 레이나가 모닝구무스메。의 활동과 병행해 밴드 활동을 해 나가는 것이 발표되어 다나카와 함께 트인보카르를 취하는 가수와 기타리스트를 모집하기 위한 오디션「다나카 레이나와 밴드 하고 싶은 여자 멤버 대모집!」의 개최가 고지되었다.
동년 11월 18일, 모닝구무스메。의 콘서트에서, 다나카 레이나와 동오디션으로 약 4,000명중에서 선택된 오카다 마리나, 우오즈미 유키, 미야자와 마린의 4명으로 밴드를 짜는 것이 발표되어 멤버가 피로연 되었다. 또, 다나카는 이듬해 봄에 모닝구무스메。를 졸업해, 그 이후는 밴드 활동에 전념해 나가는 일도 아울러 발표되었다.
2013년 2월 3일, 헬로! 프로젝트의 콘서트에서 팬으로부터 일반 공모하고 있던 밴드명이「LoVendoЯ(라벤더)」로 결정했다고 발표되었다.
동년 3월 2일, 요코하마 BLITZ로 행해진 이벤트「뮤직 축제 vol.0」으로 밴드 활동을 시동시켰다.
동년 5월 21일, 다나카 레이나가 모닝구무스메。를 졸업으로 밴드 활동을 전념하고 있다.
2013년 5월 22일, M-line club의 가입이 발표되었다.
동년 10월 1일, 소속사 업프런트 크리에이트로 이적.
2015년 7월 1일, 메이저 데뷔를 했다.
2016년 7월 23일, 우오즈미 유키가 졸업을 발표해, 9월 16일에 졸업 라이브를 기해 그룹을 졸업.
2019년 3월 31일, 오카다 마리나가 소속 사무소 매니지먼트 계약 만료로 졸업.
동년 6월 28일, 7월 말에 활동 휴지를 발표. 동시에 미야자와 마린이 소속 사무소 매니지먼트 계약 만료 예정.
동년 7월 31일, 미야자와 마린이 소속 사무소 매니지먼트 계약 만료로 졸업. 동시에 활동 휴지.

## 멤버

### 현 멤버
- 다나카 레이나 (田中れいな, 1989년 11월 11일 ~ ) - 리더
  - 보컬 담당. 후쿠오카현 출신. 혈액형 O형.

### 서포트 멤버
- 하야시 타바사 (林束紗) - 베이스 담당.
- 키요시 (清) - 베이스 담당, 하야시 타바사의 추천으로 인해, 일부 공연에 참가.
- 코바야시 카오리 (小林香織) - 드럼 담당.

### 전 멤버
- 우오즈미 유키 (魚住有希, 1991년 7월 14일 ~ )
  - 기타 담당. 도쿄도 출신. 혈액형 A형. 2016년 9월 16일, 라이브를 기해 졸업[2].
- 오카다 마리나 (岡田万里奈, 1993년 7월 24일 ~ )
  - 보컬 담당. 도쿄 도 출신. 혈액형 AB형. 2019년 3월 31일, 계약 만료로 졸업.
- 미야자와 마린 (宮澤茉凛, 1993년 4월 10일 ~ )
  - 기타 담당. 미야기현 출신. 혈액형 A형. 2019년 7월 31일, 계약 만료로 졸업.

## 음악

### 미니 앨범
1. ラベンダー カバー The ROCK (2013년 5월 22일)
2. 不器用 (2014년 4월 23일)
3. イクジナシ (2014년 11월 5일)
4. Яe:Start (2017년 9월 6일)

### 싱글
1. いいんじゃない?／普通の私、ガンバレ! (2015년 7월 1일)
  - 양 A면 (초회생산한정반 · 통상반) / 커플링 : Desert of a moonlit night ～月夜の砂漠～ (통상반 A) / Princess of lone castle ～孤城の姫君～ (통상반 B)
2. イツワリ／宝物 (2016년 2월 24일)
  - 양 A면 (초회생산한정반 · 통상반) / 커플링 : カレーライス (통상반 A) / YELL～あなたに贈る～ (통상반 B)

### 오리지널 악곡
모든 악곡은 라이브 이벤트에서 피로되어 2015년 1월 기준으로, 음원화되진 않았다.
- この世に真実の愛が一つだけあるなら
- 人生マニアック
- 思うがままを信じて
- 愛の儀式
- 〜Invasion〜 -「스튜디오 연주 - 유튜브」(영상 공개 당시는 제목 미정)
- Sweet Tweet -「라이브 영상 - 유튜브」
- ホントノキモチ
- Real
- 880円
- BINGO
- Oh my friends!
- Crazy Lazy
- DO YOU LOVE ME?
- NUMBER(S)
- for the Future
- Princess of lone castle〜孤城の姫君〜
- Desert of the moonlit night
- 相思相愛
- 洗脳

### DVD
1. LoVendoЯ LIVE 2016 ～CHALLENGEЯ!～ (2017년 1월 18일)

## 출연

### 단독 라이브
- LoVendoЯ 퍼스트 라이브 투어 2013 봄 ~라벤더~ (2013년 3월 27일 ~ 5월 14일, 10개 도시 10회 공연)
- LoVendoЯ 퍼스트 라이브 투어 2013 Ver.2 (2013년 7월 11일 ~ 8월 30일, 12개 도시 12회 공연)
- LoVendoЯ LIVE TOUR 2013 DecembeЯ (2013년 12월 6일 ~ 26일, 7개 도시 8회 공연)
- LoVendoЯ LIVE TOUR 2014 SprinteЯ Bitter&Sweet (2014년 4월 15일 ~ 7월 24일, 13개 도시 18회 공연)
- LoVendoЯ LIVE TOUR 2014-15 ~당신의 마음을 도둑 옵니다~ (2014년 11월 1일 ~ 2015년 3월 5일, 13개 도시 18회 공연)
- LoVendoЯ LIVE TOUR 2015 MAJOЯ! (2015년 7월 25일 ~ 10월 22일, 11개 도시 14회 공연)
- LoVendoЯ COUNT DOWN LIVE 2015 ~TogetheЯ!~ (2015년 12월 31일, 오모테산도 GROUND)
- LoVendoЯ LIVE TOUR 2016 ~POWEЯ!~ (2016년 5월 6일 ~ 7월 18일, 10개 도시 14회 공연)
- LoVendoЯ LIVE 2016 ~CHALLENGEЯ!~ (2016년 9월 16일, 신주쿠 ReNY)
- LoVendoЯ 라이브 2016 X'mas ~LOVE LOVE LoVendoЯ~ (2016년 12월 24일, 키치죠지 CLUB SEATA)
- LoVendoЯ COUNT DOWN LIVE 2016 (2016년 12월 31일, 오모테산도 GROUND)
- LoVendoЯ LIVE TOUR 2017 ~Яe:Start~ (2017년 7월 1일 ~ 8월 12일, 5회 도시 9회 공연)

### 웹
- UF LICKS (2013년 2월 15일 ~ 2014년 5월 2일, YouTube) - 라이브 영상만
- MUSIC+ (2014년 5월 9일 ~ 2016년 1월 22일, YouTube) -「UF LICKS」의 리뉴얼 방송
- 업커밍 (2016년 1월 29일 ~ , YouTube) -「MUSIC+」의 리뉴얼 방송
- OKMusic (2014년 12월 20일 ~ )
  - 「LoVendoЯ 연재 the ROCK」- 다나카, 우오즈미
- 츠리러브 (2015년 1월 20일 ~ , 격주 화요일, 메구로 FM, Ustream · 니코니코 생방송) - 오카다 (메인 MC)

### 라디오
- LoVendoЯ의 러브 온! (2013년 7월 6일 ~ , RKB 라디오 · KRY 라디오)
  - "LoVendoЯ Official YouTube Channel"에서 촬영 현장의 영상을 전송 (2013년 10월 8일 ~ , #14 ~ )
- 뮤직네비 (2013년 10월 ~ 매주 화요일, TBS 라디오) -「LoVendoЯ의 LV-Я(레벨 알)!」

### 그 외
- 뮤직 축제 vol.0 (2013년 3월 2일, 요코하마 BLITZ)
- 모닝구무스메。콘서트 투어 2013 봄 미치시게☆일레븐 SOUL ~다나카 레이나 졸업기념 스페셜~ (2013년 3월 16일 ~ 5월 12일, 12개 도시 36회 공연)
- 모닝구무스메。콘서트 투어 2013 봄 미치시게☆일레븐 SOUL ~다나카 레이나 졸업기념일~ in 일본 무도관 (2013년 5월 21일, 일본 무도관)
- NAON의 YAON 2013 (2013년 4월 29일, 히비야 오픈 에어 콘서트 홀)
- MUSIC FESTA Vol.1 (2013년 6월 11일 · 13일 · 18일 · 19일)
- Hello! Project COUNTDOWN PARTY 2013 ~GOOD BYE & HELLO!~ (2013년 12월 31일 ~ 2014년 1월 1일, 나카노 선플라자)
- MUSIC FESTA Vol.2 (2014년 1월 18일 · 25일 · 2월 1일 · 15일 · 16일 · 23일)
- Hello! Project 2014 SUMMER ~KOREZO!~ & ~YAPPARI!~ (2014년 7월 12일 ~ 9월 6일, 7개 도시 21회 공연)※ KOREZO!는 12회 공연, YAPPARI!는 9회 공연
- Hello! Project COUNTDOWN PARTY 2014 ~GOOD BYE & HELLO!~ (2014년 12월 31일 ~ 2015년 1월 1일, 오사카 코베)
- Hello! Project 2015 WINTER ~DANCE MODE!~ & ~HAPPY EMOTION!~ (2015년 1월 2일 ~ 2월 15일, 7개 도시 22회 공연)※ DANCE MODE!는 13회 공연, HAPPY EMOTION!은 9회 공연
- MUSIC FESTA Vol.3 (2015년 4월 18일 · 29일 · 5월 4일 · 9일 · 15일)
- 라베비타 EX 라이브 투어 2016 봄 (2016년 3월 5일 ~ 4월 9일, 4개 도시 6회 공연)